# Église Santa Maria Maggiore (Città di Castello)
Pour les articles homonymes, voir Église Santa Maria Maggiore.
L’église santa Maria Maggiore  est un édifice religieux de Città di Castello dans la province de Pérouse en Ombrie (Italie), dont la fin de construction remonte à la fin du XVe  au début du  XVIe siècle.

## Historique
L’église santa Maria Maggiore  a été construite entre la fin du  XVe siècle et le début du XVIe siècle à l'endroit où se trouvait un petit édifice religieux du  XIIIe siècle. Après avoir reconquis Città di Castello, Niccolò, le « Père de la Patrie », décide de faire reconstruire l'église de Santa Maria Maggiore en utilisant les matériaux de la forteresse voisine, démolie en 1474. Les travaux, qui ont abouti à sa forme actuelle, ont duré de 1483 à 1509, tandis que des modifications et des rénovations ont été effectuées entre 1935 et 1939.

## Architecture
Son  style architectural est tardo-gothique à l'intérieur et  Renaissance à l'extérieur de l'époque de la famille Vitelli.
La façade est austère, avec un simple revêtement de briques et des corniches d'extrémité.
L'intérieur de l'édifice à plan rectangulaire est divisé en trois nefs soutenues par des  voûtes d'arêtes. La partie centrale possède un toit à voûte d'arête, soutenu par des piliers et des nervures de pierre décorées à l'intersection avec les armoiries de la famille Vitelli. La nef comporte une abside polygonale flanquée de deux chapelles rectangulaires, décorées de fresques du XVe siècle et d'œuvres d'artistes modernes. Parmi les plus figurent : Baptême du Christ (1939) d' Alessandro Bruschetti, à côté  Saint Emidio, protecteur des tremblements de terre (1953), de Nemo Sarteanesi, et encore les fresques d'Alvaro Sarteanesi avec Madone de Lorette (1950) et  Saint Charles Borromée et les pestiférés (1943) d'Aldo Riguccini .
Derrière le maître-autel se trouvent les stalles du chœur, réalisées dans la seconde moitié du XVIe siècle sur commande de Béatrice Vitelli.
Dans la chapelle de l'abside de gauche se trouve une fresque attribuée à l'école ombrienne des XVe et XVIe siècles.